# Силино
Си́лино (рос. Силино) — село у складі Кемеровського округу Кемеровської області, Росія.

## Населення
Населення — 859 осіб (2010; 829 у 2002).
Національний склад (станом на 2002 рік):
- росіяни — 85 %